# Us (Val-d'Oise)
Pour les articles homonymes, voir US et WS.
Us [ys] , autrefois écrit « Ws », est une commune du Vexin français bordant la Viosne au cœur du parc naturel régional du Vexin français située dans le département du Val-d'Oise en région Île-de-France.
La commune est parfois appelée Us-en-Vexin, sans que ce soit son nom officiel.

## Géographie

### Localisation
Le village d'Us est bâti dans la vallée de la Viosne, à 40 km au nord-ouest de Paris.
Il se trouve dans le parc naturel régional du Vexin français.

### Voies de communication et transports
La commune dispose de la gare d'Us sur la ligne de Saint-Denis à Dieppe desservie par des trains Transilien du réseau Saint-Lazare qui effectuent des missions sur la ligne J entre les gares de Gisors et Paris-Saint-Lazare

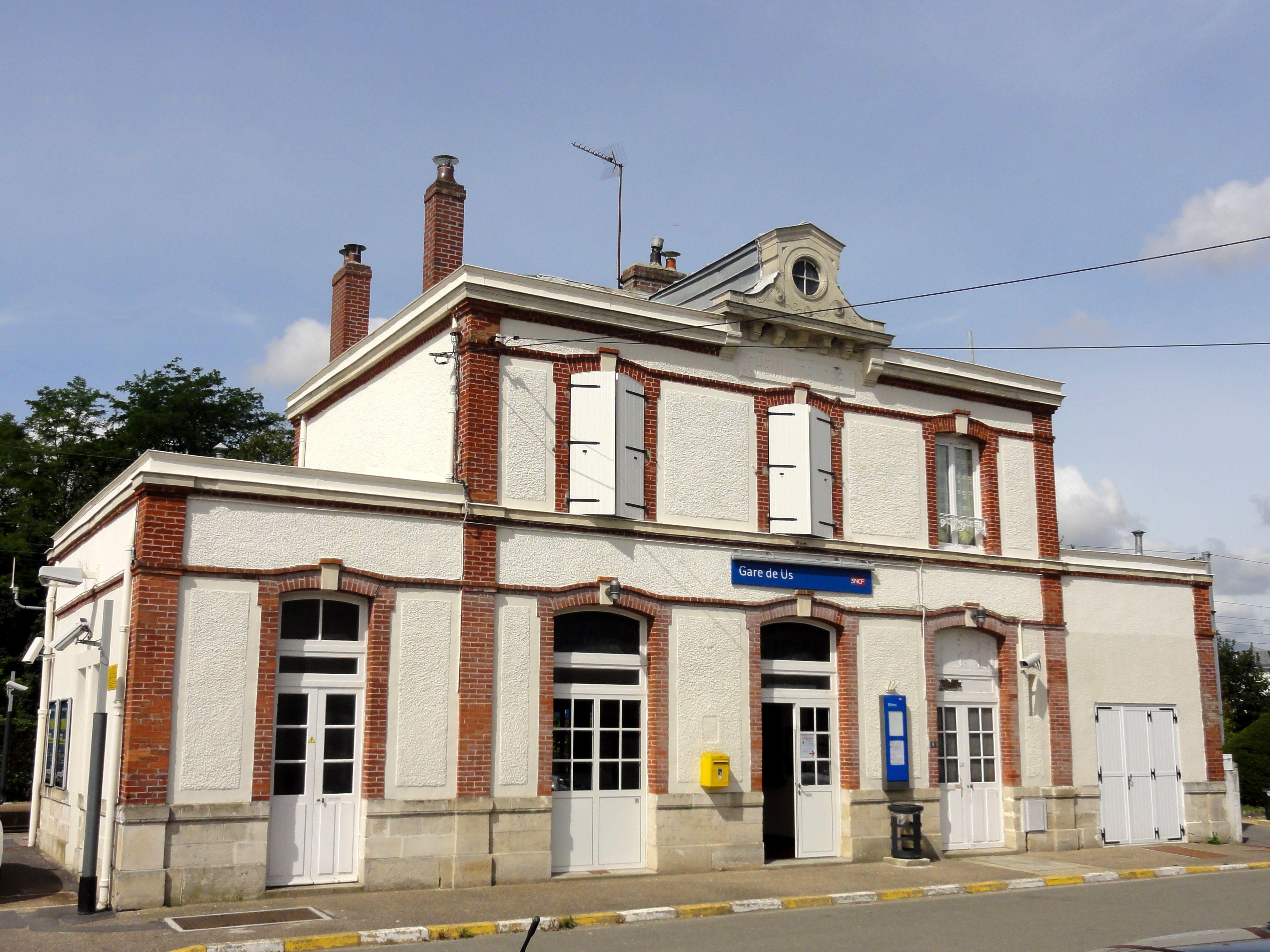
La gare.

Le sentier de grande randonnée GR1 traverse la commune. Il se prolonge vers Santeuil au nord et Ableiges au sud.

### Communes limitrophes
Les communes limitrophes sont Ableiges, Vigny, Théméricourt, Le Perchay, Santeuil et Frémécourt.
| Le Perchay   | Santeuil | Frémécourt |
| Théméricourt | Us       |            |
| Vigny        |          | Ableiges   |

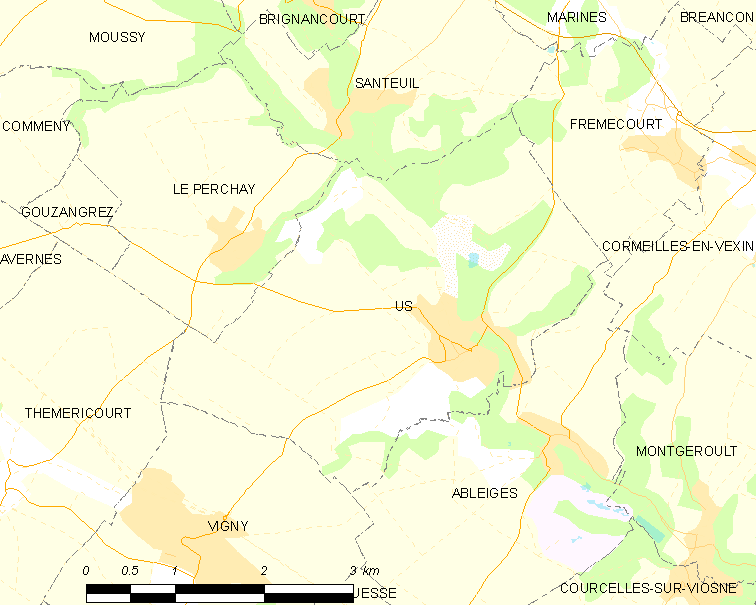
Carte de la commune.
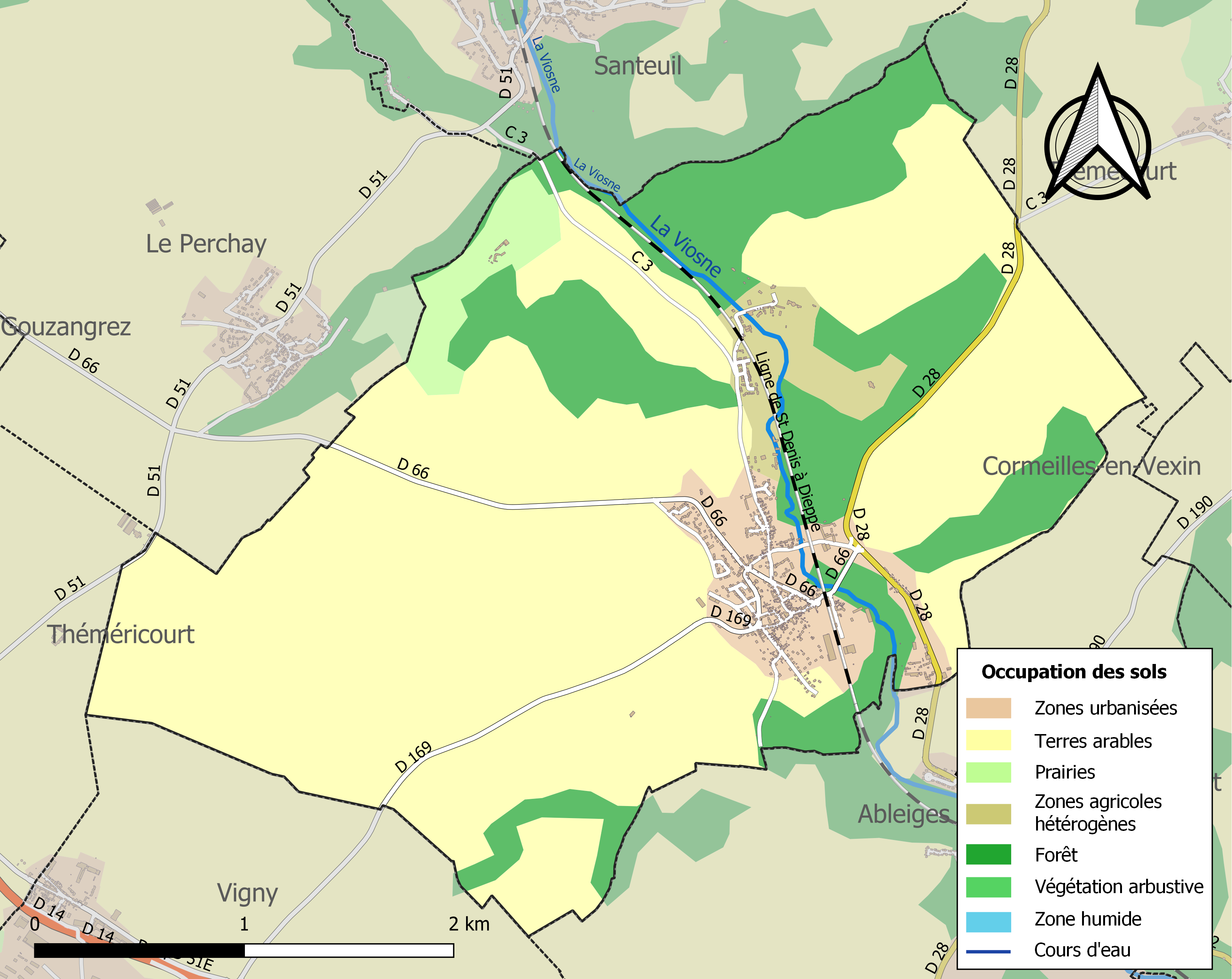
Occupation des sols

### Climat
Pour des articles plus généraux, voir Climat de l'Île-de-France et Climat du Val-d'Oise.
En 2010, le climat de la commune est de type climat océanique dégradé des plaines du Centre et du Nord, selon une étude du CNRS s'appuyant sur une série de données couvrant la période 1971-2000. En 2020, Météo-France publie une typologie des climats de la France métropolitaine dans laquelle la commune est exposée à un climat océanique et est dans la région climatique Sud-ouest du bassin Parisien, caractérisée par une faible pluviométrie, notamment au printemps (120 à 150 mm) et un hiver froid (3,5 °C).
Pour la période 1971-2000, la température annuelle moyenne est de 11,3 °C, avec une amplitude thermique annuelle de 14,8 °C. Le cumul annuel moyen de précipitations est de 671 mm, avec 11 jours de précipitations en janvier et 7,8 jours en juillet. Pour la période 1991-2020, la température moyenne annuelle observée sur la station météorologique la plus proche, située sur la commune de Boissy-l'Aillerie à 6 km à vol d'oiseau, est de 11,2 °C et le cumul annuel moyen de précipitations est de 635,8 mm,. Pour l'avenir, les paramètres climatiques de la commune estimés pour 2050 selon différents scénarios d'émission de gaz à effet de serre sont consultables sur un site dédié publié par Météo-France en novembre 2022.

## Urbanisme

### Typologie
Au 1er janvier 2024, Us est catégorisée bourg rural, selon la nouvelle grille communale de densité à sept niveaux définie par l'Insee en 2022.
Elle est située hors unité urbaine. Par ailleurs la commune fait partie de l'aire d'attraction de Paris, dont elle est une commune de la couronne,. Cette aire regroupe 1 929 communes,.

## Toponymie

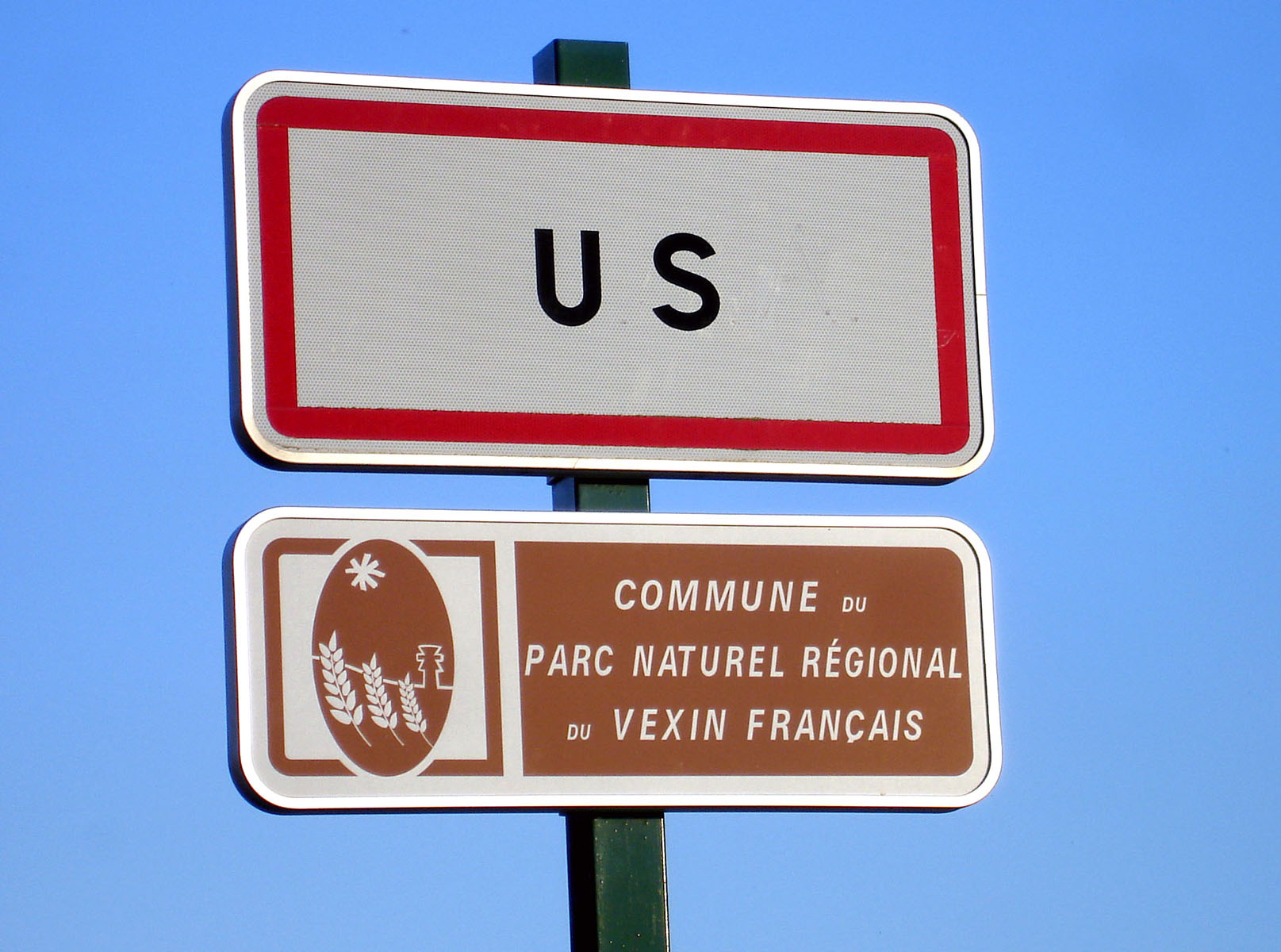

Le nom de la localité est mentionné sous la forme Ws en 1066, puis, au fil des temps, Huss, Vu ou encore Hus
Ws prend le nom d'Us le  13 février 1885.
Us tire très probablement son nom du latin Vicus, le « village », ou peut-être de l'anthroponyme latin Uccius.[réf. nécessaire]

## Histoire

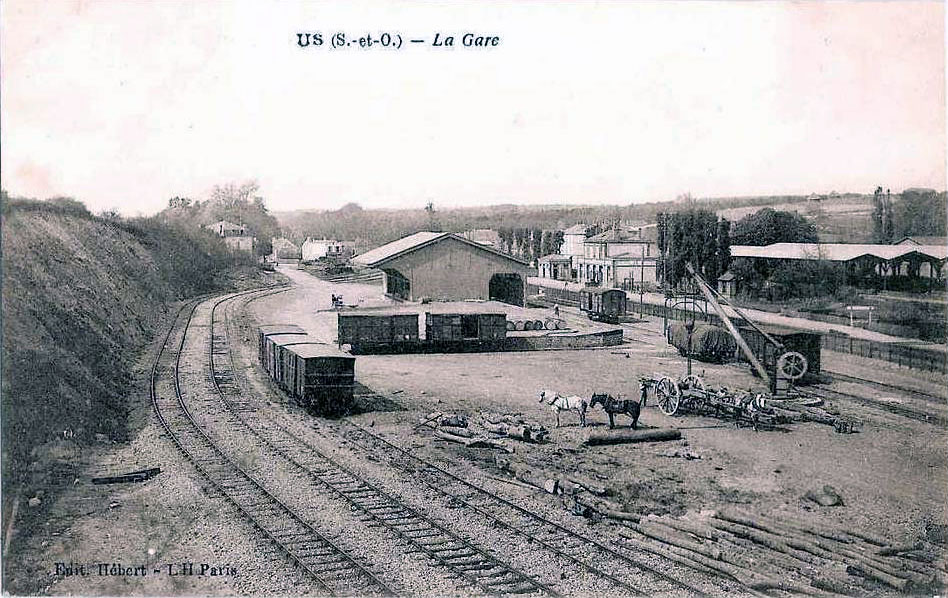
La gare, au tout début du XXe siècle.

Le site d'Us fut habité à l'époque préhistorique, comme en témoigne l'existence d'une allée couverte.
La chaussée Jules-César traverse la commune. Le village semble s'être construit à la fin du XIIIe siècle autour du château de Dampont, commandant tous les fiefs alentour. Les plus vieux éléments architecturaux de l'église peuvent en effet être datés de cette période.
Quoique le village manifeste une activité principalement agricole, il a été le siège d'une fonderie de métaux non ferreux de 1951 à 1998 et comprend toujours une unité de production d'Howmet Fastening Systems (précédemment Alcoa) spécialisée dans les fixations pour l'industrie aéronautique.

## Politique et administration

### Rattachements administratifs et électoraux

#### Rattachements administratifs
Antérieurement à la loi du 10 juillet 1964, la commune faisait partie du département de Seine-et-Oise. La réorganisation de la région parisienne en 1964 fit que la commune appartient désormais au département du Val-d'Oise et à son arrondissement de Pontoise après un transfert administratif effectif au 1er janvier 1968.
Elle faisait partie de 1801 à 1967 du canton de Marines de Seine-et-Oise. Lors de la mise en place du Val-d'Oise, la ville intègre le canton de Vigny . Dans le cadre du redécoupage cantonal de 2014 en France, cette circonscription administrative territoriale a disparu, et le canton n'est plus qu'une circonscription électorale.

#### Rattachements électoraux
Pour les élections départementales, la commune est membre depuis 2014 du canton de Pontoise
Pour l'élection des députés, elle fait partie de la première circonscription du Val-d'Oise.

### Intercommunalité
La commune, initialement membre de la communauté de communes des Trois Vallées du Vexin, est membre, depuis le 1er janvier 2013, de la communauté de communes Vexin centre.
En effet, cette dernière a été constituée le 1er janvier 2013 par la fusion de la communauté de communes des Trois Vallées du Vexin (12 communes), de la communauté de communes Val de Viosne (14 communes) et  de la communauté de communes du Plateau du Vexin (8 communes), conformément aux prévisions du schéma départemental de coopération intercommunale du Val-d'Oise approuvé le 11 novembre 2011.

### Liste des maires
| Période                                  | Période                       | Identité                        | Étiquette | Qualité |
| ---------------------------------------- | ----------------------------- | ------------------------------- | --------- | ------- |
| Les données manquantes sont à compléter. |                               |                                 |           |         |
| 1803                                     | 1804                          | Michel Guerin                   |           |         |
| 1804                                     | 1808                          | Pierre Choinel                  |           |         |
| 1808                                     | 1813                          | Michel Saintard                 |           |         |
| 1813                                     | 1816                          | Jean-Baptiste Hamot             |           |         |
| 1816                                     | 1821                          | Nicolas Vaudrant                |           |         |
| 1821                                     | 1826                          | Charles Auger                   |           |         |
| 1826                                     | 1841                          | Pierre Combault de Dampont      |           |         |
| 1841                                     | 1843                          | Charles Auger                   |           |         |
| 1843                                     | 1853                          | M. du Tremblay de Saint-Yon     |           |         |
| 1853                                     | 1881                          | Léon de Coetnempren de Kersaint |           |         |
| 1881                                     | 1884                          | Stanislas Galmel                |           |         |
| 1884                                     | 1895                          | Adolphe Cheron                  |           |         |
| 1895                                     | 1899                          | Stanislas Galmel                |           |         |
| 1899                                     | 1902                          | Désiré Duterlin                 |           |         |
| 1902                                     | 1908                          | Stanislas Galmel                |           |         |
| 1908                                     | 1919                          | Paul Asseline                   |           |         |
| 1919                                     | 1945                          | Adrien Obert                    |           |         |
| 1945                                     | 1946                          | André Bourgine                  |           |         |
| 1946                                     | 1950                          | Paul Lobjois                    |           |         |
| 1950                                     | 1959                          | René Girault                    |           |         |
| 1959                                     | 1989                          | René Potin                      |           |         |
| mars 1989                                | 2008                          | Denis Chéron                    |           |         |
| mars 2008                                | mai 2020                      | Édith Andouvlie                 |           |         |
| mai 2020                                 | En cours (au 2 décembre 2020) | Jhony Bourgin                   |           |         |

## Équipements et services publics

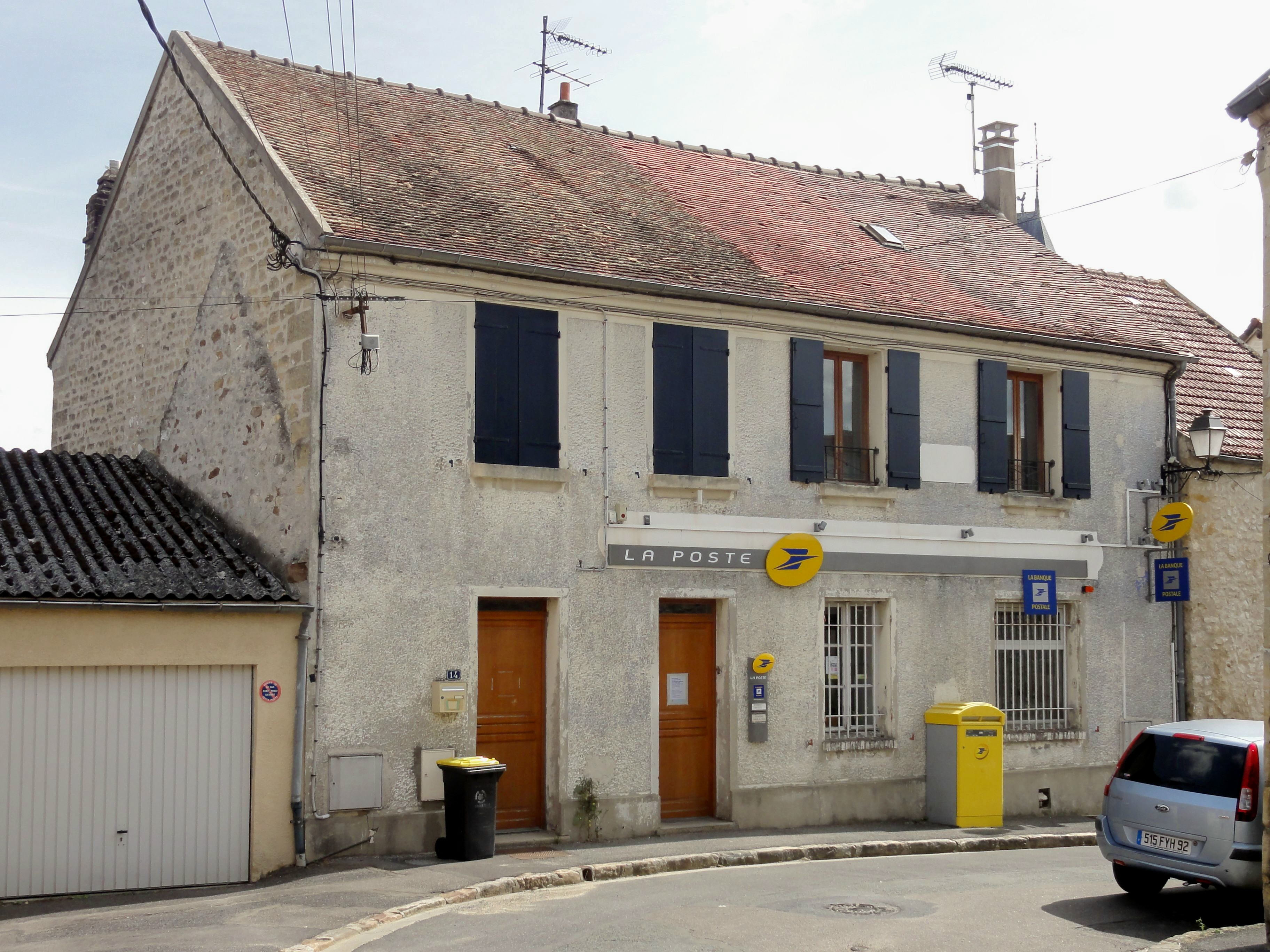
La poste, encore ouverte en 2013.

La commune s'est équipée en 2017, avec l'aide de divers donateurs, d'une nouvelle école maternelle, route de Santeuil, comprenant sur 500 m², deux salles de classe, une salle de motricité, un dortoir et un préau, qui remplace les anciens locaux implantés dans la mairie datant de 1880,
Le bureau de poste a fermé la même année

## Population et société

### Démographie
L'évolution du nombre d'habitants est connue à travers les recensements de la population effectués dans la commune depuis 1793. Pour les communes de moins de 10 000 habitants, une enquête de recensement portant sur toute la population est réalisée tous les cinq ans, les populations de référence des années intermédiaires étant quant à elles estimées par interpolation ou extrapolation. Pour la commune, le premier recensement exhaustif entrant dans le cadre du nouveau dispositif a été réalisé en 2004.

En 2022, la commune comptait 1 331 habitants, en évolution de +1,99 % par rapport à 2016 (Val-d'Oise : +4 %, France hors Mayotte : +2,11 %).
| 1793 | 1800 | 1806 | 1821 | 1831 | 1836 | 1841 | 1846 | 1851 |
| ---- | ---- | ---- | ---- | ---- | ---- | ---- | ---- | ---- |
| 425  | 409  | 434  | 415  | 407  | 406  | 417  | 400  | 409  |

| 1856 | 1861 | 1866 | 1872 | 1876 | 1881 | 1886 | 1891 | 1896 |
| ---- | ---- | ---- | ---- | ---- | ---- | ---- | ---- | ---- |
| 412  | 418  | 442  | 571  | 576  | 593  | 517  | 579  | 630  |

| 1901 | 1906 | 1911 | 1921 | 1926 | 1931 | 1936 | 1946 | 1954 |
| ---- | ---- | ---- | ---- | ---- | ---- | ---- | ---- | ---- |
| 639  | 593  | 631  | 616  | 733  | 772  | 742  | 685  | 742  |

| 1962 | 1968 | 1975  | 1982  | 1990  | 1999  | 2004  | 2006  | 2009  |
| ---- | ---- | ----- | ----- | ----- | ----- | ----- | ----- | ----- |
| 896  | 980  | 1 011 | 1 232 | 1 260 | 1 253 | 1 247 | 1 251 | 1 317 |

| 2014  | 2019  | 2022  | - | - | - | - | - | - |
| ----- | ----- | ----- | - | - | - | - | - | - |
| 1 312 | 1 339 | 1 331 | - | - | - | - | - | - |

### Manifestations culturelles et festivités
L'atelier-grange d'Us, 6, rue de la Libération, aménagé par la céramiste Bernadette Wiener, accueille régulièrement des expositions d'autres artistes,.

## Culture locale et patrimoine

### Lieux et monuments
La commune d'Us compte deux monuments historiques sur son territoire :
- L'Église Notre-Dame (inscrite monument historique en 1926}, à l'exclusion de la nef[29]).

Elle répond à un plan cruciforme simple, avec une nef sans bas-côtés, et en même temps dissymétrique, car le croisillon nord comporte des arcatures romanes et une absidiole en cul-de-four du second quart du XIIe siècle, tandis qu'une grande chapelle de style gothique rayonnant occupe l'emplacement de l'ancien croisillon sud. Ses voûtes et chapiteaux tiennent leur inspiration de la Sainte-Chapelle, mais les réseaux des fenêtres déploient des dessins qui renvoient à une période plus tardive. 
Les parties les plus intéressantes du vaisseau central, soit la croisée du transept, en même temps base du clocher, et le chœur composé d'une travée droite et d'une abside polygonale à sept pans, ont apparemment été édifiées en deux temps, avec une longue interruption du chantier : deux arcs-doubleaux non moulurés de la croisée du transept, le clocher et les élévations extérieures évoquent les premières années du gothique au troisième quart du XIIe siècle, alors que les voûtes du chœur et ses colonnettes à chapiteaux ne paraissent pas beaucoup antérieurs au milieu du XIIIe siècle.
La sculpture évoque les parties basses de la nef de la basilique de Saint-Denis. La voûte de la base du clocher ne date du reste que de la seconde moitié du XVIe siècle, et l'étage de beffroi du clocher manque. La vieille nef, dont l'on sait seulement qu'elle était de plan basilical grâce à la découverte des bases de l'arcade à la fin du bas-côté nord, dans le sol du croisillon nord, a été démolie vers le milieu du XIXe siècle, et remplacée par une construction néo-gothique, qui intègre toutefois des chapiteaux anciens, en partie romans, et des éléments du portail contemporain des voûtes du chœur.

L'église Notre-Dame
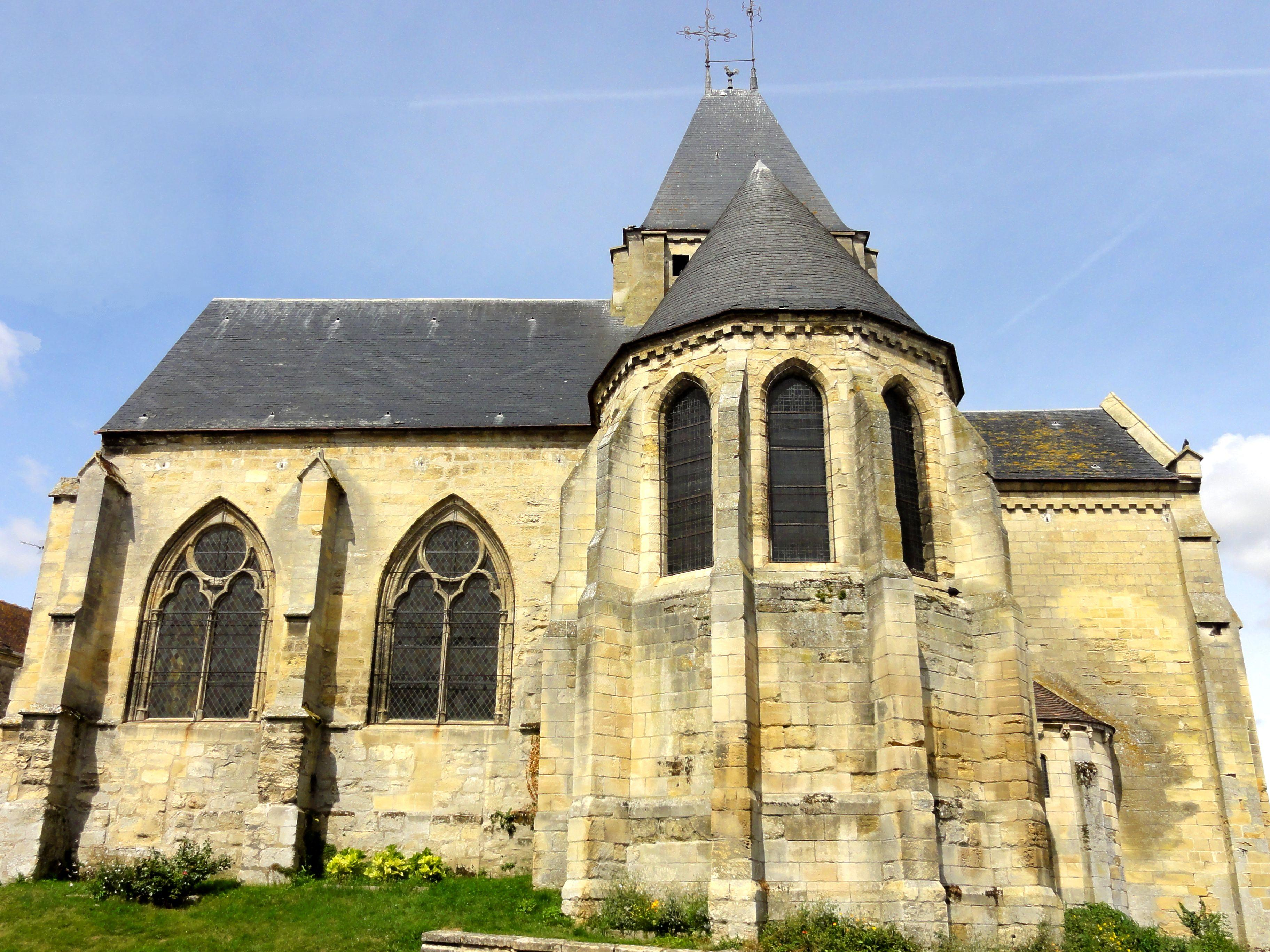
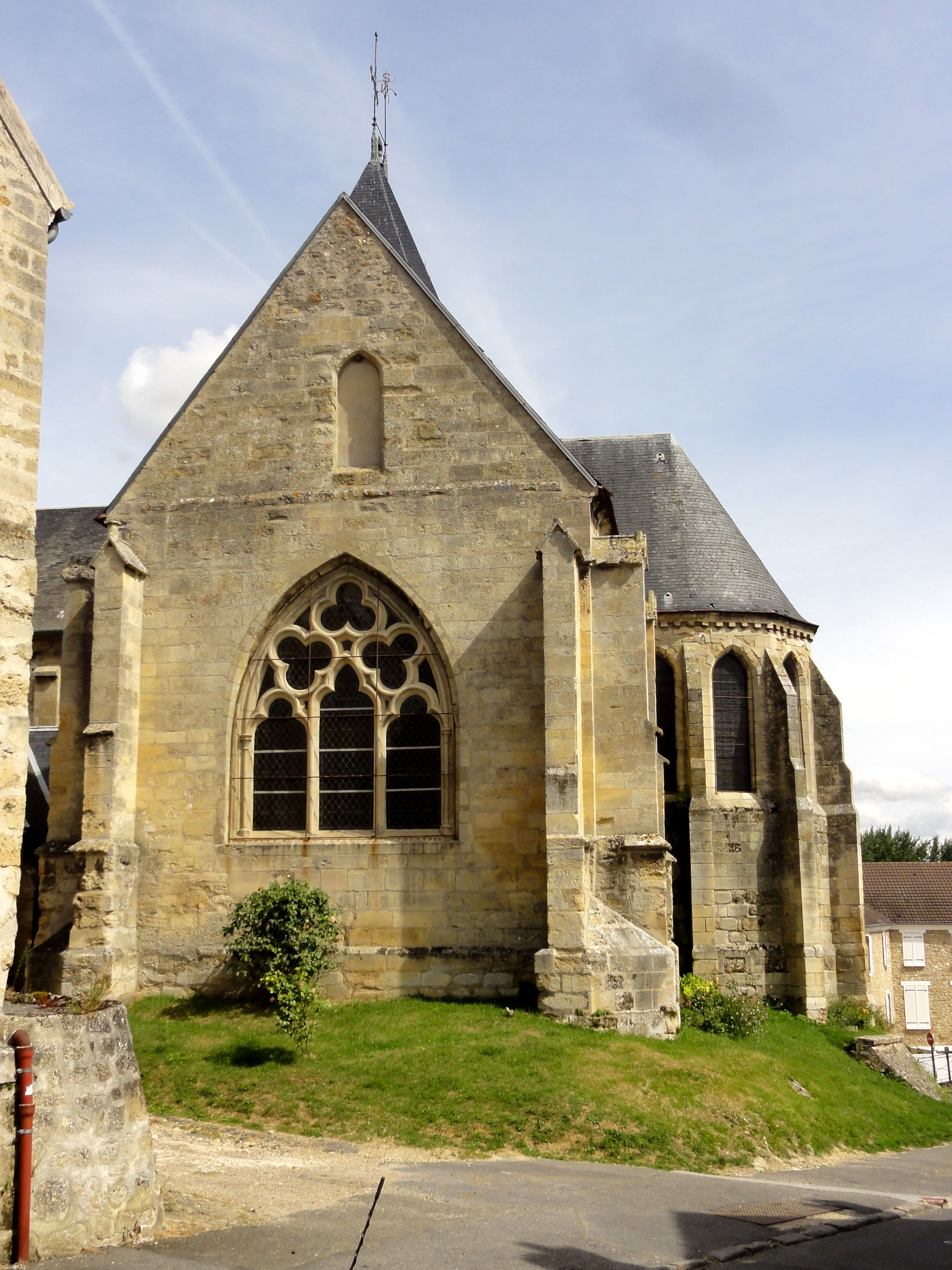
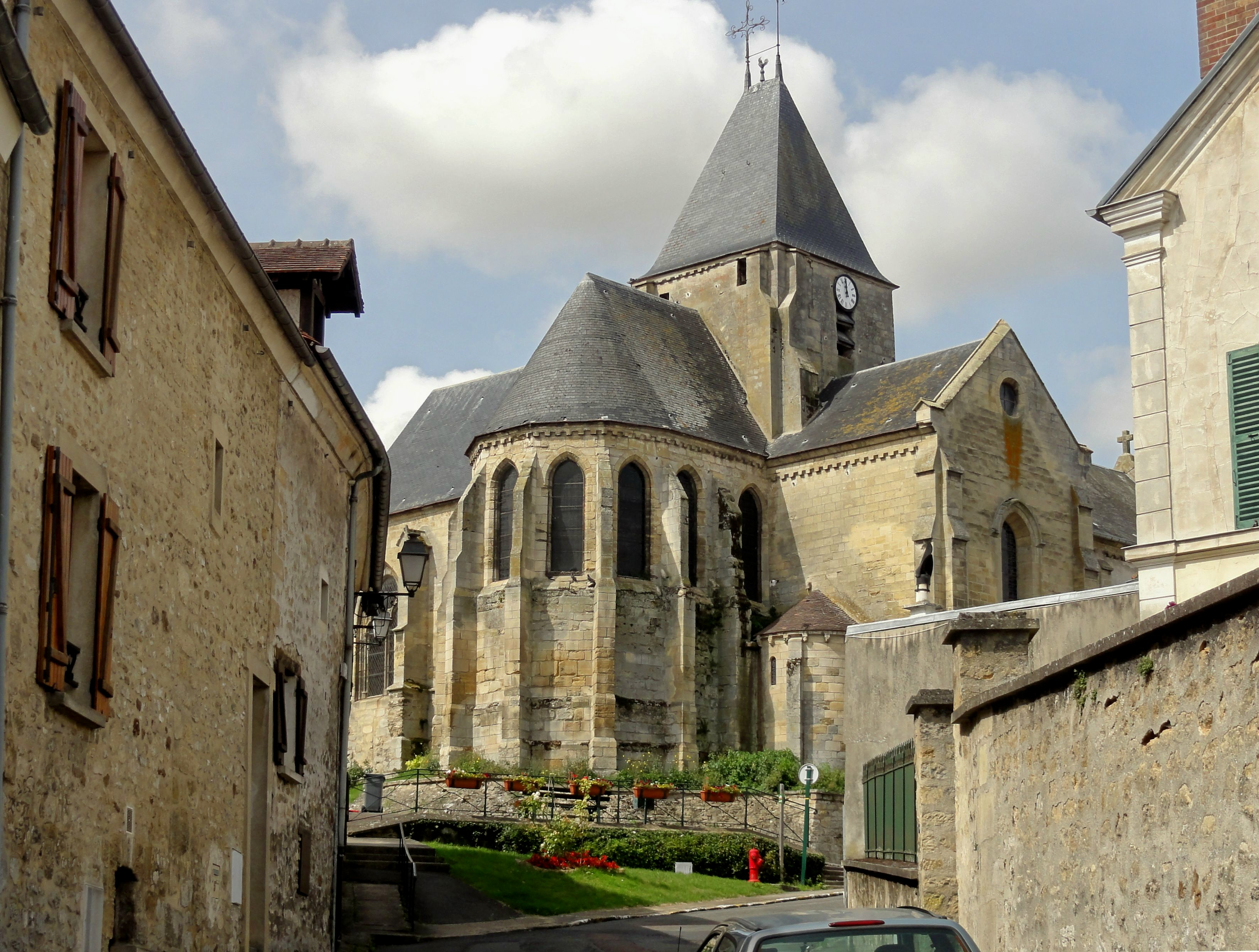
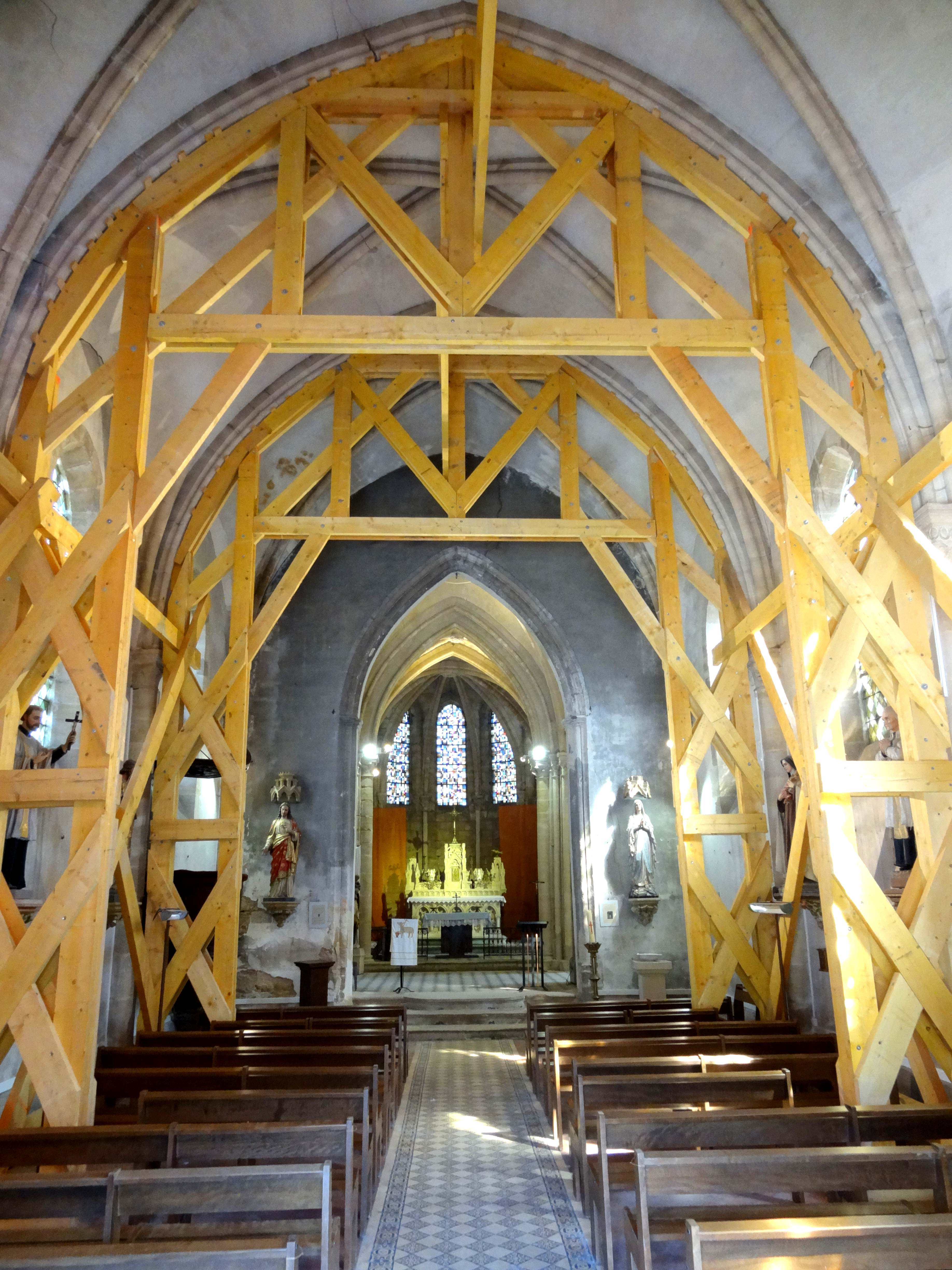
La nef en 2015
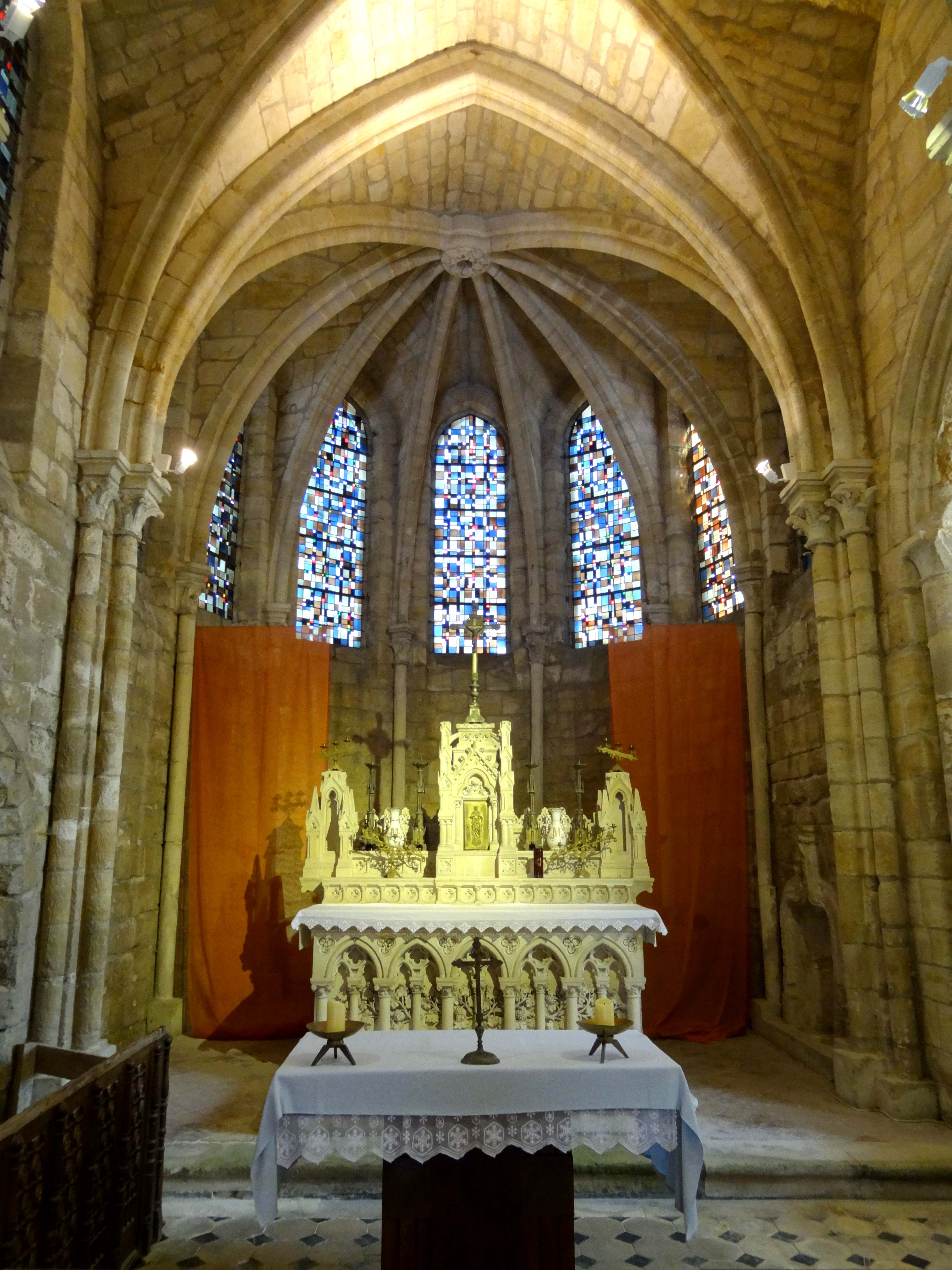
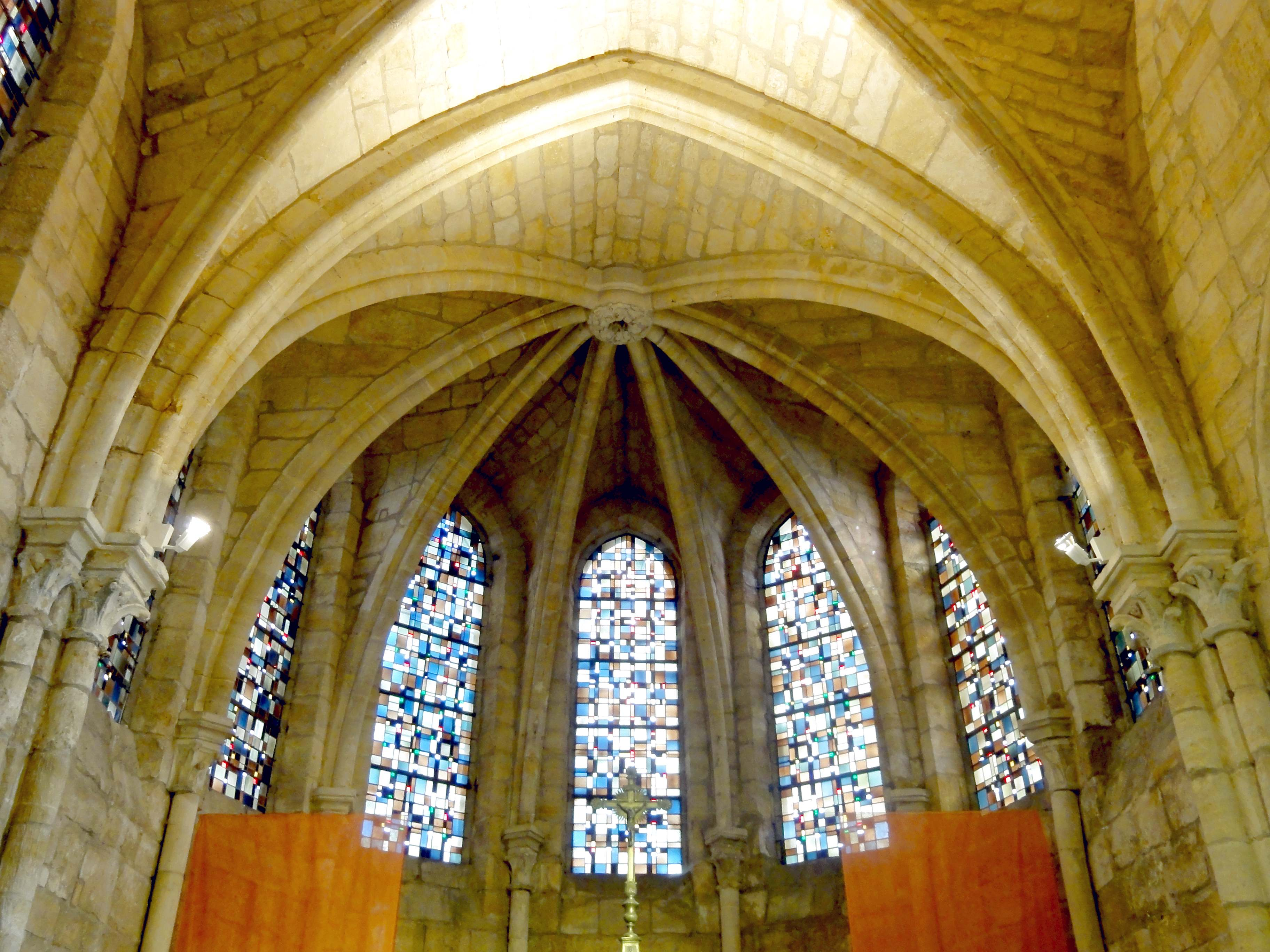
L'abside et ses voûtes
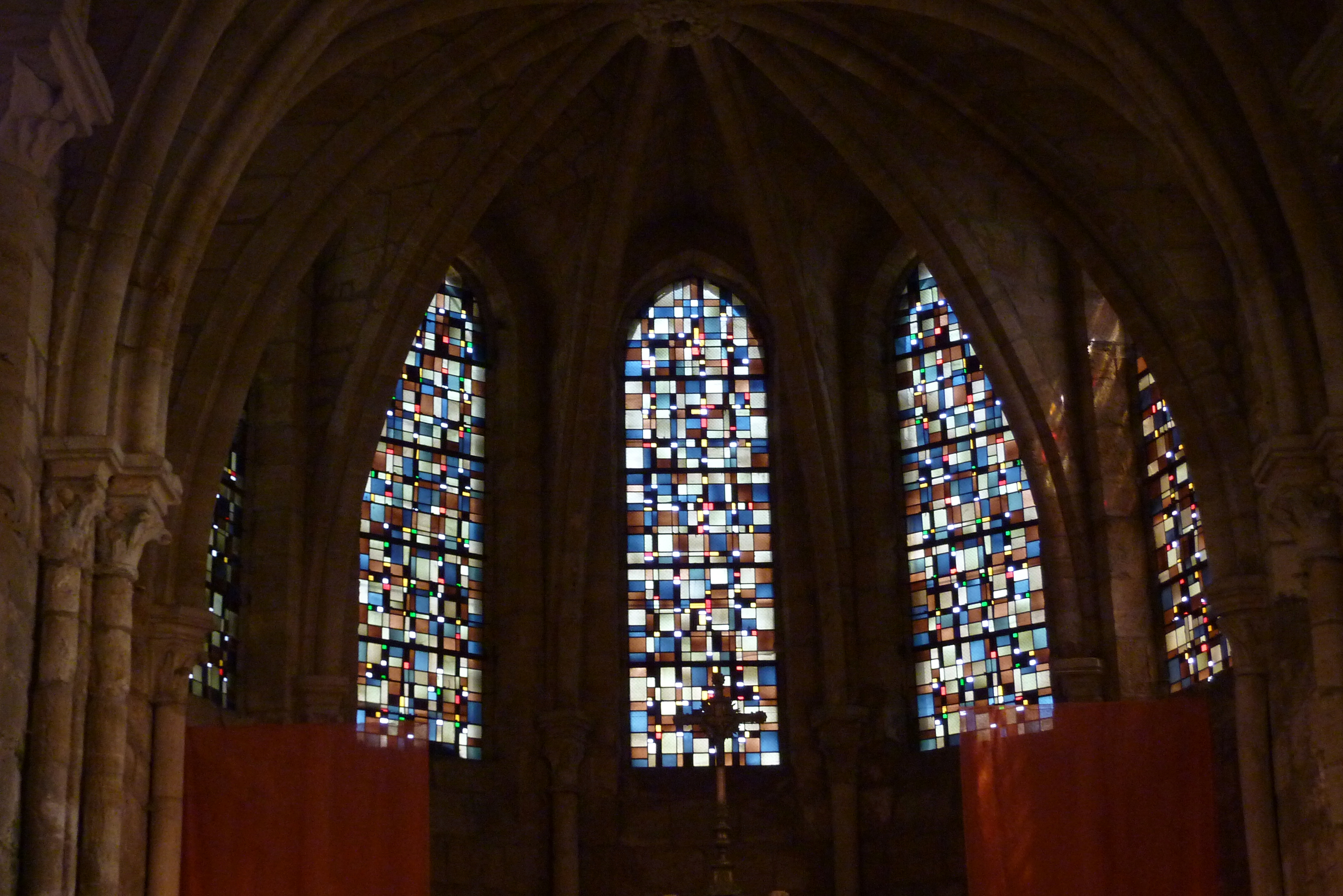
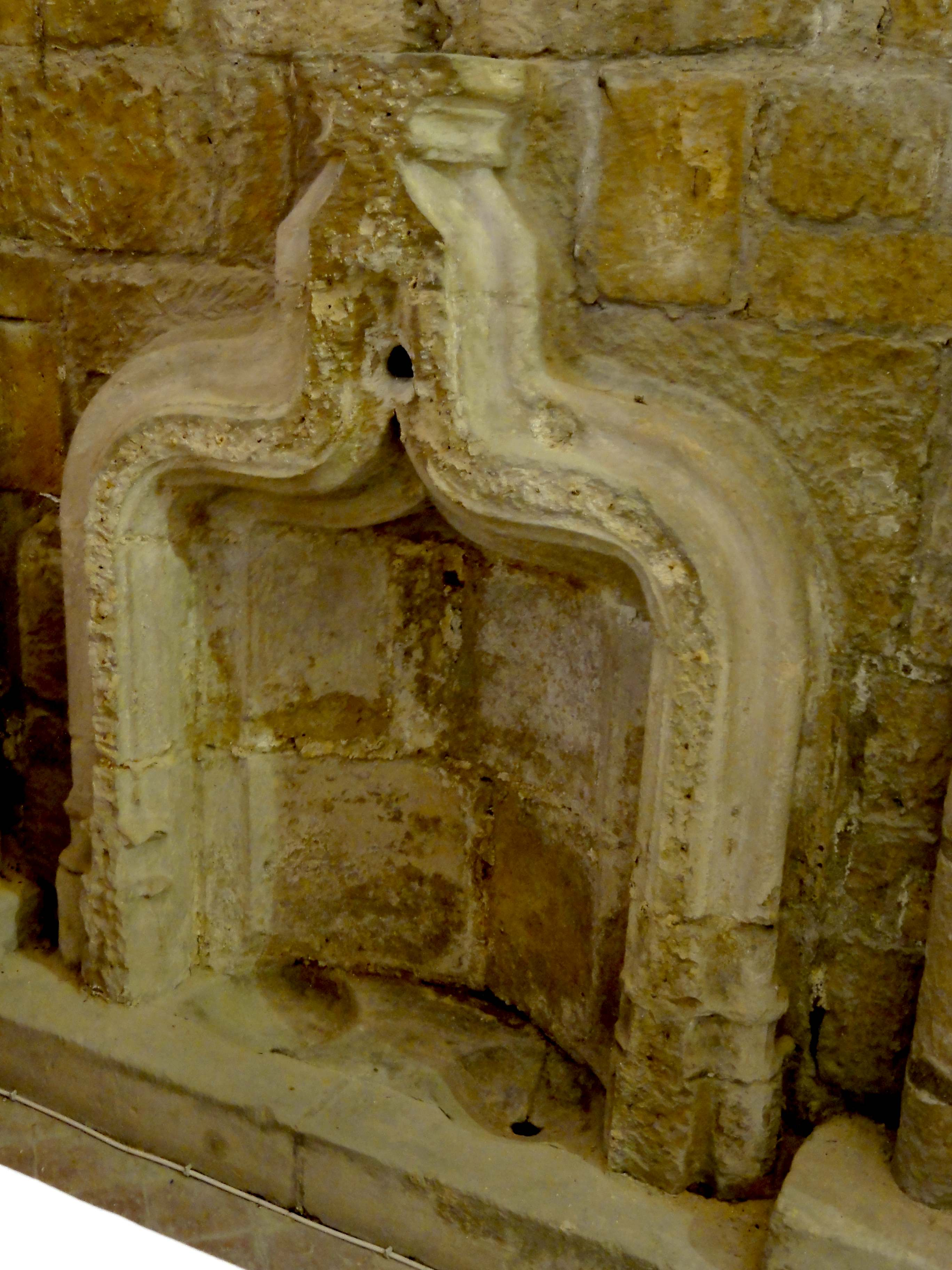
Piscine liturgique
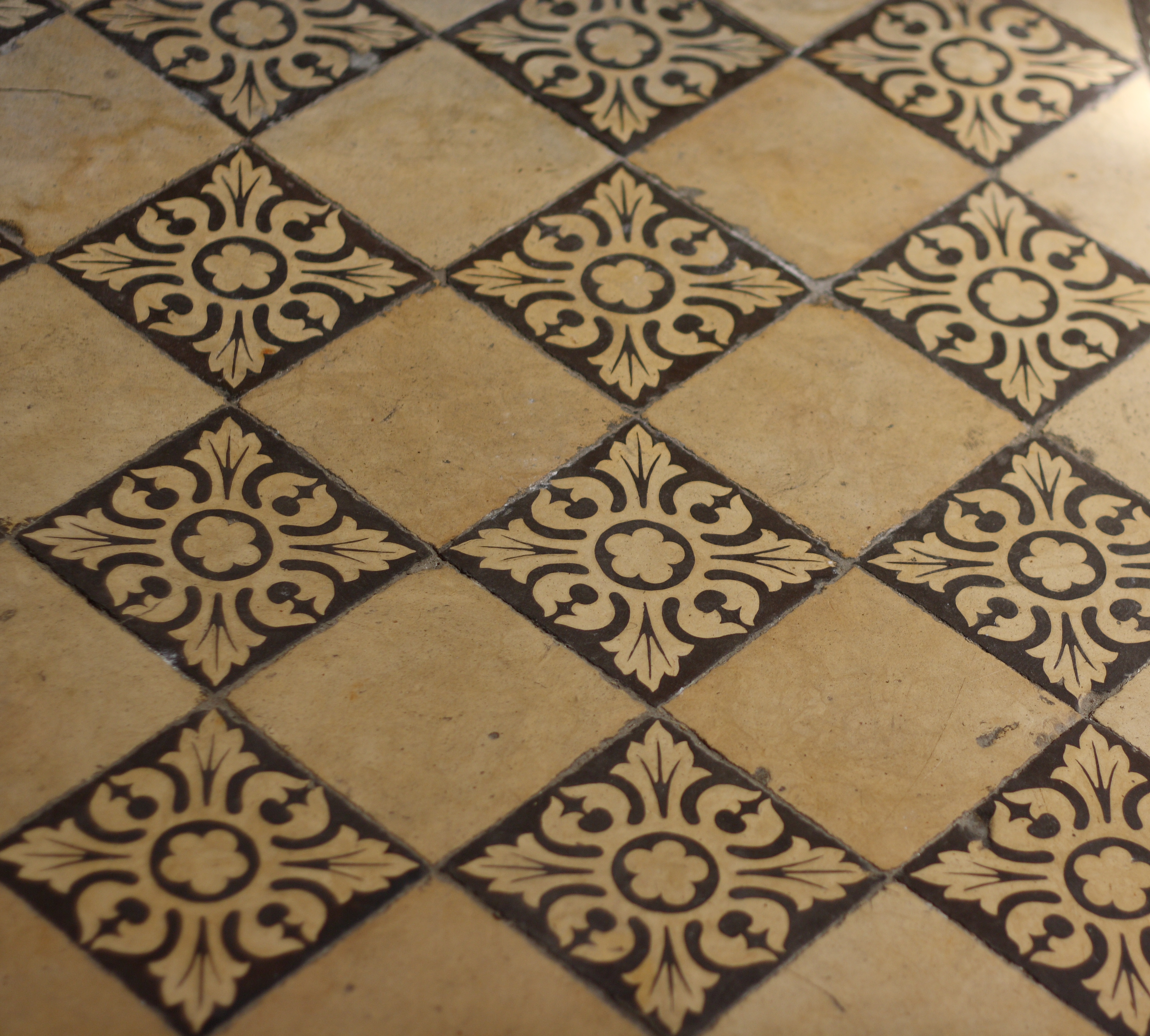
Dallage

- Le château de Dampont, dit aussi château du Héron (inscrit monument historique en  2002[31]).

À l'emplacement de l'ancien manoir de Dampont, ce château de style éclectique principalement néo-Renaissance mais aussi néogothique est attribué à l'architecte Eugène Viollet-le-Duc, et a été construit pour le comte Guy de Kersaint. 
L'édifice en pierre de taille s'articule autour d'une grosse tour rectangulaire de quatre niveaux, flanquée à une certaine distance par deux tours carrées plus petites de trois niveaux, disposées à un angle de 20° par rapport à la tour rectangulaire, et communiquant avec cette dernière par des éléments d'un seul étage, en léger retrait. Les angles des trois tours sont pourvus d'échauguettes en encorbellement, et les lucarnes devant les hauts combles à la française de frontons triangulaires aigus, garnie d'une riche ornementation sculptée. Les échauguettes de la tour centrale vont sur deux niveaux, et un balcon court devant l'étage supérieur. La façade côté jardin comporte en outre un double escalier desservant un étroit balcon devant la vaste baie du premier étage. Le parc domine le cours de la Viosne et abrite quelques fabriques : une fausse ruine de chapelle, un temple de l'Amour rond avec six colonnes corinthiennes, etc,
On peut également signaler :
- L'allée couverte de Dampont.

Découverte en 1885 et remontée à Pontoise dans le jardin de l'actuel musée Tavet-Delacour. Le mobilier funéraire retrouvé lors des fouilles est conservé au musée archéologique départemental du Val-d'Oise.
- Ancien prieuré Saint-Blaise - ferme du Cornouillet.

Après sa désaffectation, l'ancien prieuré bénédictin est transformé en ferme. Subsistent l'ancienne chapelle au chevet en hémicycle du XIIe siècle, le logis avec tour octogonale, la grange dîmière du XIIIe siècle et une cave du XIVe siècle.
L'agence d'écotourisme Vél'OFIL, basée à Us, organise des promenades dans le Vexin au moyen de vélos à assistance électrique,

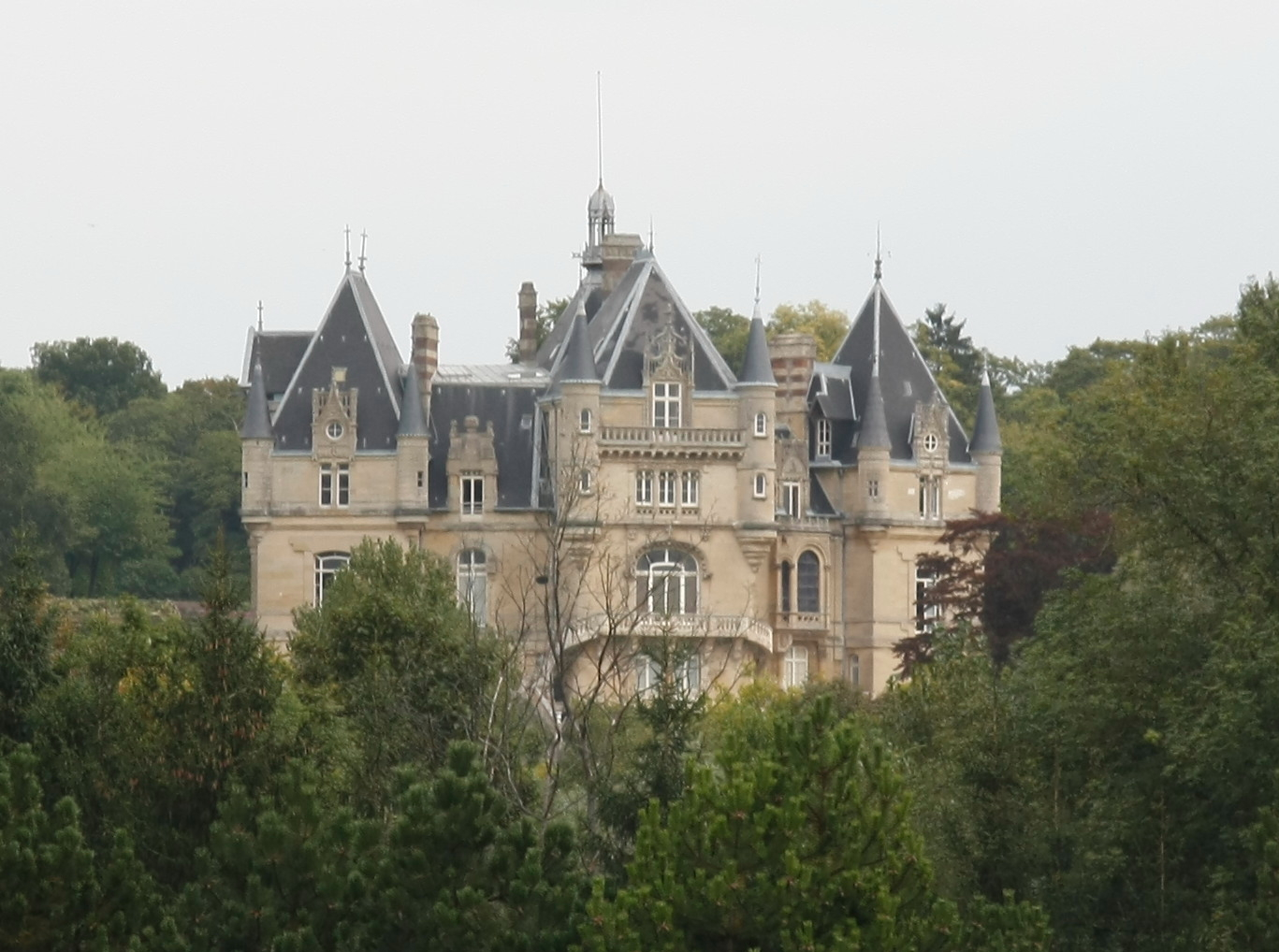
Château de Dampont.
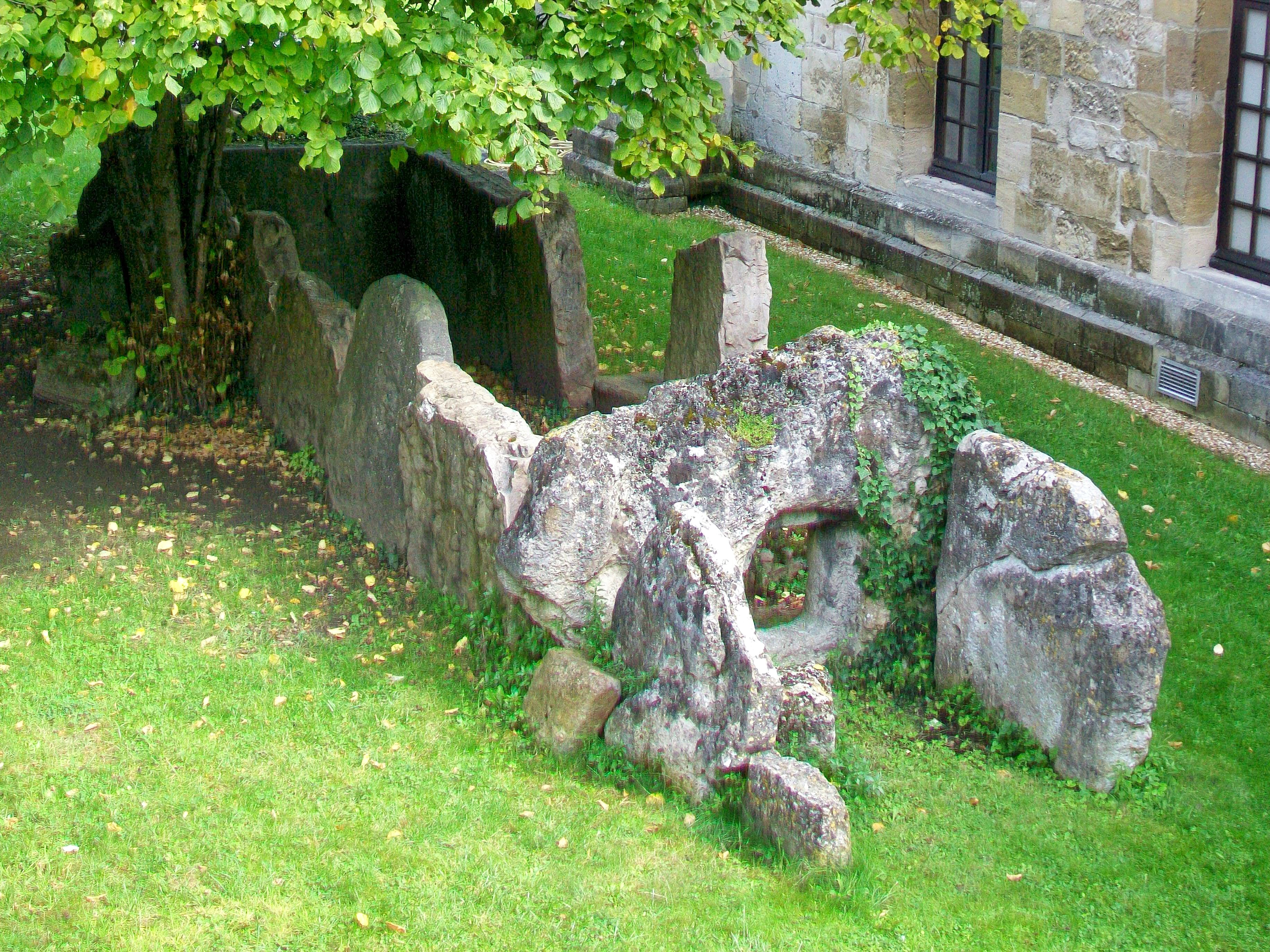
Allée couverte de Dampont.
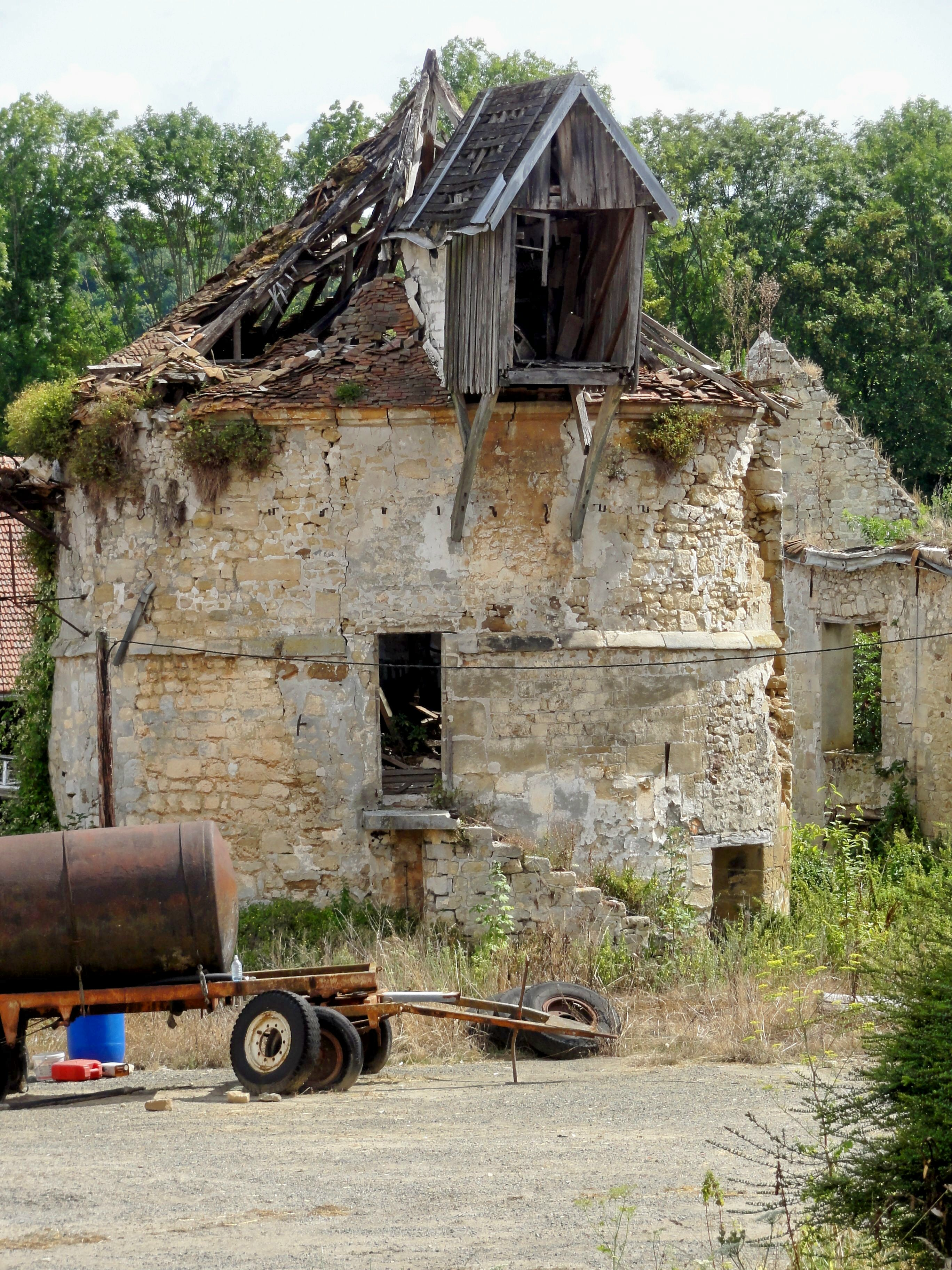
Colombier, en 2013
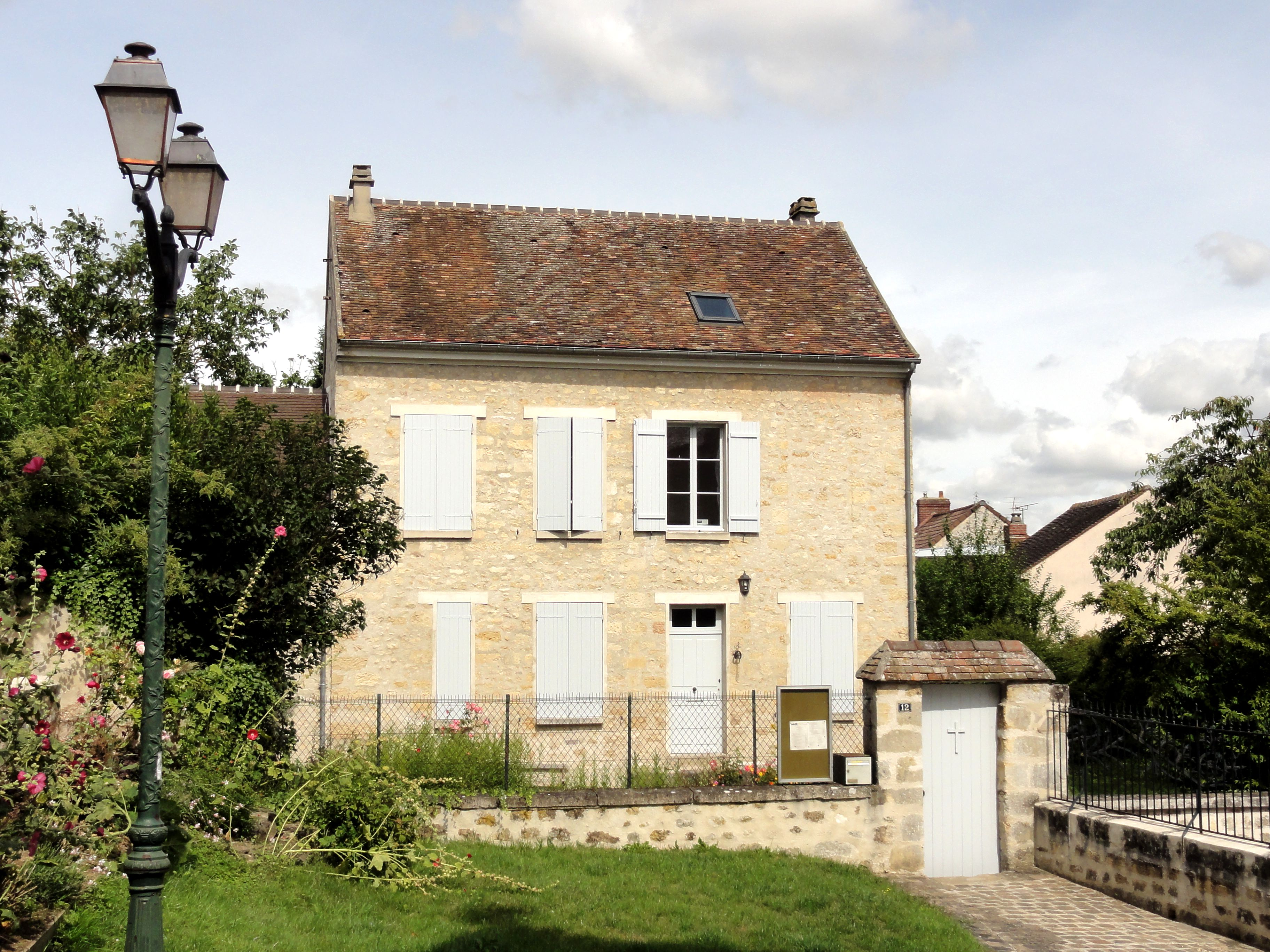
Presbytère
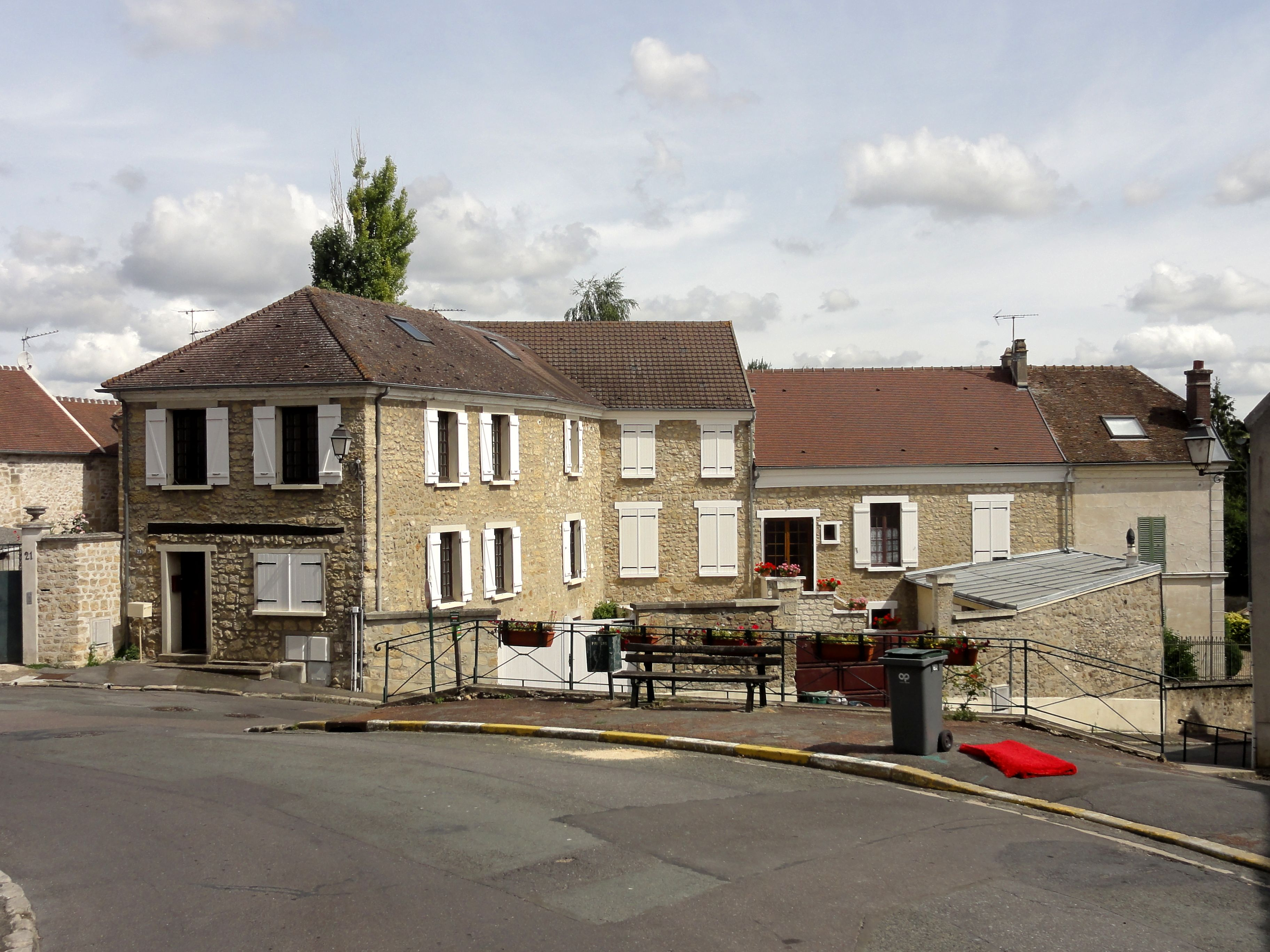
Ambiance du village : la rue Jean-Jaurès
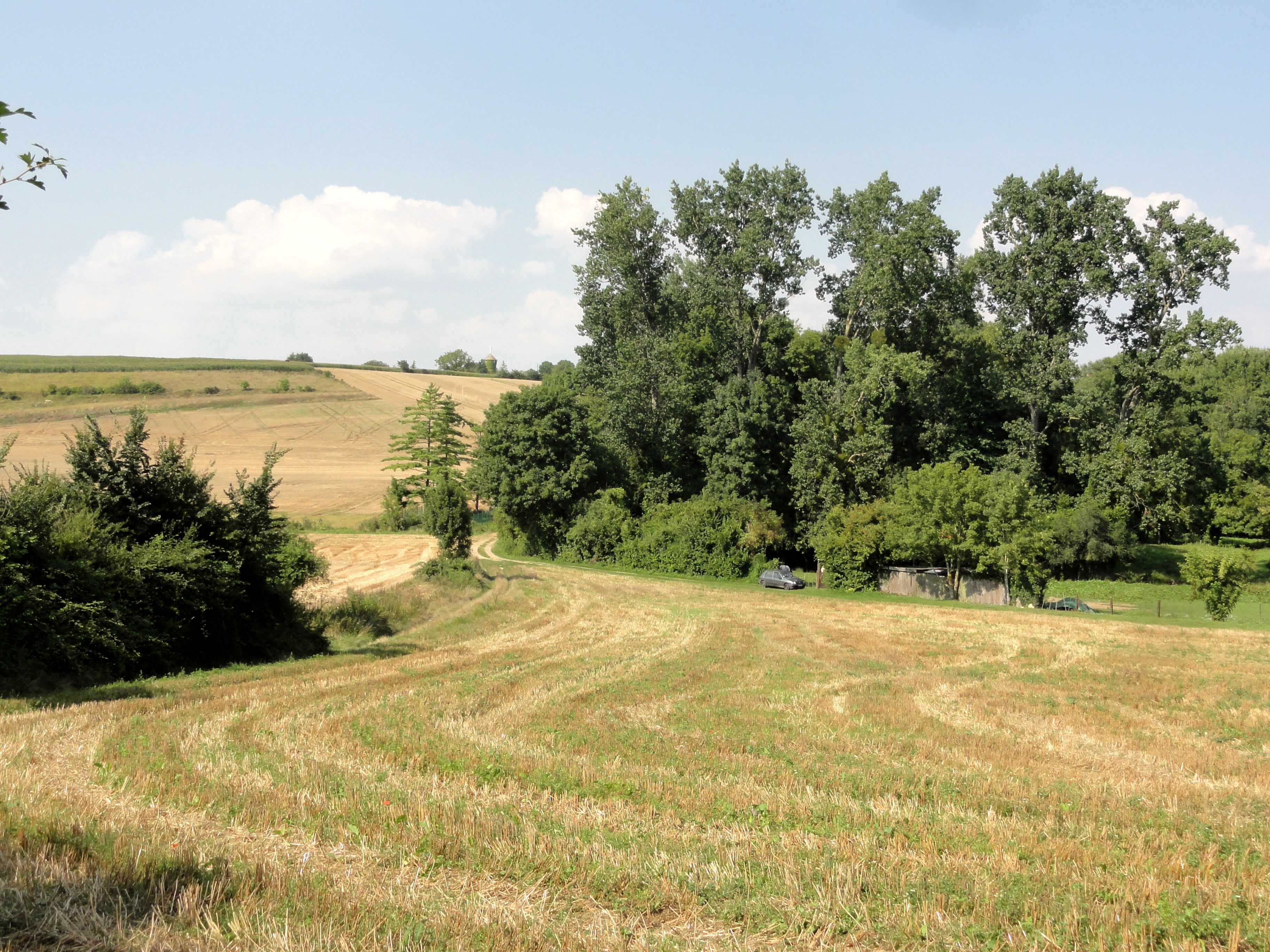
Paysage de la commune, au sud-est du village

### Personnalités liées à la commune
- Alfred Delilia (1844-1916), auteur dramatique, chansonnier et journaliste, y a vécu et y est mort. Il a été inhumé dans le cimetière communal.

### Us dans les arts et la culture
Le créateur et styliste français Jacquemus a organisé le 16 juillet 2020 un défilé de ses créations dans les champs du village.

### Scènes de film
Film “2 Suédoises à Paris” en 1975.

### Héraldique
| Blason de Us | Blason  | Coupé : au 1er d'or au lion léopardé de sable terrassé du même, au 2e de sable à l'inscription « WS » en lettres capitales d'or, à la fasce d'or brochant sur la partition. |
| Blason de Us | Détails | Adopté par la municipalité. |